# Stig Larson
Karl Stig-Erland Larson (Skelleftehamn, 15. avgust 1954 — Stokholm, 9. novembar 2004) - švedski književnik, novinar, aktivista, najpoznatiji po trilogiji “Milenijum”.
Godine 2008. je bio pored Haleda Hoseinija drugi najbolje prodavani pisac na svetu. Do novembra 2011. njegov “Milenijum” je prodat u tiražu od 65 miliona komada.
Dete maloletnih roditelja, i majka i otac su imali po 17 godina, odgajan od babe i dede. U detinjstvu živeo u u provinciji na severu Švedske, u mestašcu Norsjo. Živeli su brvnari, u školu je išao na skijama. Promenio je ime Stig u Stieg da ga nebi brkali sa već afirmisanim švedskim književnikom istog imena.
Stig Larson bavio se istraživačkim novinarstvom. Na taj način upoznao se s mnogim društvenim problemima. Bio je politički aktivista švedske Socijalističke partije. Bio je jedan od najboljih poznavaoca desničarskih pokreta i rasizma protiv kojih se borio.
Sredinom osamdesetih je pokrenuo nenasilni program Stop the Racism. Osnovao je 1995 Zadužbinu EXPO i časopis istog imena gde je postao zamenik glavnog urednika. I časopis i sam Lašon su stalno bili pod pritiskom desničarskih organizacija koje su im pretile
Po odsluženoj vojsci kao novinar istraživač, boravio je u Eritreji 1977, istovremeno obučavajući pripadnice levičarske gerile. Vratio se, zbog problema s bubrezima, te dobijene malarije. Posle povratka u Švedsku, radio je kao grafički dizajner za najveću skandinavsku novinsku agenciju Tidningarnas Telegrambyrå (TT) od 1977. do 1999. godine.
Sam je rekao da je najveći uticaj na njega imala švedska književnica Astrid Lingren, autorka “Pipi duge čarape”. Čak i jedna od glavnih junakinja trilogije Lisabet Salander je neka verzija odrasle Pipi Duga čarapa.
U dobi od 15 godina prisustvovao je grupnom silovanju jedne devojke i kasnije je prebacivao sebi što nije imao hrabrosti da joj pomogne. To je obeležilo ceo njegov život.
Prvo je pisao naučno-fantastične romane. Bio je urednik nekoliko časopisa posvećenih takvoj vrsti romana te predsednik najvećeg švedskog udruženja ljubitelja naučno-fantastičnih romana.
Njegova najpoznatija dela su kriminalistički romani iz Trilogije Millennium:
- "Muškarci koji mrze žene",
- "Devojka koja se igrala vatrom" i
- "Kule u vazduhu".

Su objavljeni posle njegove smrti. U rukopisu je ostao nedovršeni nastavak trilogije. Teme njegovih knjiga su: trgovina ljudima, nasilje nad ženama, ekstremni desničarski pokreti, patnje malih ljudi upletenih u zakulisne igre moćnika i tajnih službi i sl. Glavna junakinja trilogije Milennium je Lisbeth Salander - asocijalna, agresivna djevojka alternativnog stila, hakerka, koja je nepravedno pretrpela puno nepravde i bolova. Ponaša se kao "pravedni osvetnik".
Knjige iz Trilogija Millenium postigle su veliki uspeh prvo u Švedskoj pa u skandinavskim zemljama, a kasnije i u Europi i SAD-u. Bile su niz godina na vrhu najprodavanijih knjiga.
Pisac je posthumno dobio mnoga priznanja, a po knjigama su snimljeni filmovi, koji su postigli veliku gledanost.
Prva knjiga je nagrađena 2005 najprestižnijom nagradom za kriminalističke romane Skandinavije Glasnyckel.
U Beogradu se upravo (mart 2012) prikazuje film “Muškarci koji mrze žene” koji je rađen po njegovoj prvoj knjizi.
Umro je od srčanog udara pokušavajući da se popne na sedmi sprat zgrade u kojoj je živeo, jer je lift bio u kvaru. Postoje sumnje da njegova smrt nije slučajna.